# Trillium albidum
Espèce
Classification APG II (2003)
Trillium albidum est une plante herbacée, vivace et rhizomateuse de la famille des Liliaceae (classification classique) ou des Melanthiaceae (classification APG II, 2003).

## Description
Cette plante originaire de l’ouest des États-Unis fleurit au printemps dans les forêts de pente fraîches et les plaines alluviales. La fleur odorante a des pétales blancs de 4 à 8 cm dont la base et les nervures sont souvent rosées. Les feuilles ovales ont souvent des taches plus foncées surtout dans leur jeunesse. Le fruit est une baie ovoïde, de couleur verte ou pourprée.

## Aire de répartition
Du centre de l’Oregon à la baie de San Francisco (Californie).

## Divers
- Cette espèce est proche de Trillium chloropetalum, avec laquelle elle est souvent confondue. Là où leurs aires de répartition se chevauchent (Californie centrale) elles forment des hybrides naturels.
- Les exemplaires de Trillium albidum proposés par les horticulteurs sont souvent des formes à fleur blanche de Trillium chloropetalum var. giganteum.

## Sources
- Leo Lellito & Wilhelm Schacht, Hardy herbaceous perennials, Timber Press, 1985  (ISBN 0-88192-159-9)
- Frederick W. Case, Jr. & Roberta B. Case, Trilliums, Timber Press, 1997  (ISBN 0-88192-374-5)